# Kris Ife

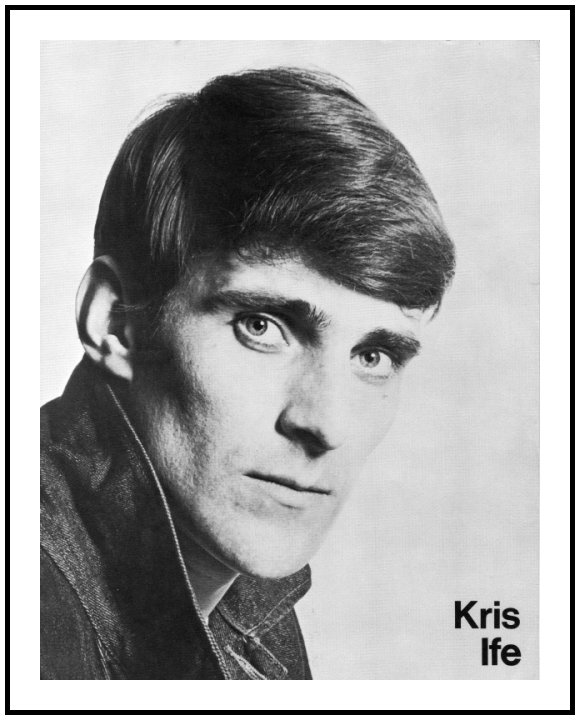
Kris Ife

Kris Ife (* 16. Juni 1946 in Aylesbury, Buckinghamshire, England; † 8. November 2013) war ein britischer Sänger, Gitarrist und Songwriter, der in den 1960ern und 1970ern in der britischen Popszene einige kleinere Erfolge hatte. Bekannt wurde er vor allem mit seiner Version des Popklassikers Hush (1967), die Deep Purple zu ihrer Hardrock-Version des Songs inspirierte.

## Leben und Wirken
Während seiner Schulzeit gründete Kris Ife seine erste Musikgruppe, die Skiffle-Band "The Gravediggers" (die Totengräber). Nach der Schulzeit gründete er "The Vikings" (die Wikinger),  die den Titel Space Walk aufnahmen, der jedoch erst Jahre später als Gemini veröffentlicht wurde.
1964 wurde aus den Vikings "The Quiet Five" (die ruhigen Fünf), bestehend aus Kris Ife (Gitarre, Gesang), John Howell (Keyboard, Gesang), Ray Hailey (Schlagzeug), Roger McKew (Lead-Gitarre), Patrick Dane (Gesang), Richard Barnes (Bass, Gesang) und John "Satch" Goswell (Saxofon). Dane verließ die Band bald, so dass die Quiet Five letztendlich sechs Mitglieder hatten. Sie machten eine Reihe von Aufnahmen, von denen When the Morning Sun Dries the Dew (1965) und Homeward Bound (1966, Original von Simon and Garfunkel) die Top-50 erreichten. Die Quiet Five spielten u. a. auf der Feier  zum 18. Geburtstag von Prince Charles in Windsor Castle.
Kris Ife verließ die Quiet Five 1967, um eine Solokarriere zu beginnen. Sein erster Erfolg im gleichen Jahr war Hush, geschrieben von Joe South und zunächst ein Hit für Billy Joe Royal, später für Deep Purple. Mit dem Produzenten Mark Wirtz arbeitete Ife als Sänger und Songwriter sowie als Mitglied der Bands "Matchmakers" und "Judd". Mit J. Vincent Edwards bildete er das Duo "Jackson & Jones".
2008 nahm er mit J. Vincent Edwards und Wayne S. Newton als "The Beaver Street Hat band" das Album Beaver Street auf. 2011 erschien das Nachfolgealbum Move That Thing.